# Roman Murtazayev
Roman Murtazayev (Karaganda, 10 de septiembre de 1993) es un futbolista kazajo que juega de delantero en el F. C. Yelimay de la Liga Premier de Kazajistán. Es internacional con la selección de fútbol de Kazajistán.

## Selección nacional
Murtazayev es internacional con la selección de fútbol de Kazajistán con la que debutó en 2016.
Su primer gol oficial con la selección llegó el 23 de marzo de 2018 en la Victoria por 3-2 de su selección frente a la selección de fútbol de Hungría.

## Clubes
| Club                       | País       | Año       |
| -------------------------- | ---------- | --------- |
| F. C. Shakhter Karagandy   | Kazajistán | 2012-2015 |
| F. C. Irtysh Pavlodar      | Kazajistán | 2015-2016 |
| F. C. Astana               | Kazajistán | 2016-2019 |
| F. C. Tobol Kostanai       | Kazajistán | 2020      |
| F. C. Astana               | Kazajistán | 2021      |
| F. C. Baltika Kaliningrado | Rusia      | 2021      |
| F. C. Shakhter Karagandy   | Kazajistán | 2022-2023 |
| F. C. Yelimay              | Kazajistán | 2024-     |